# Parkeergarage Museumplein

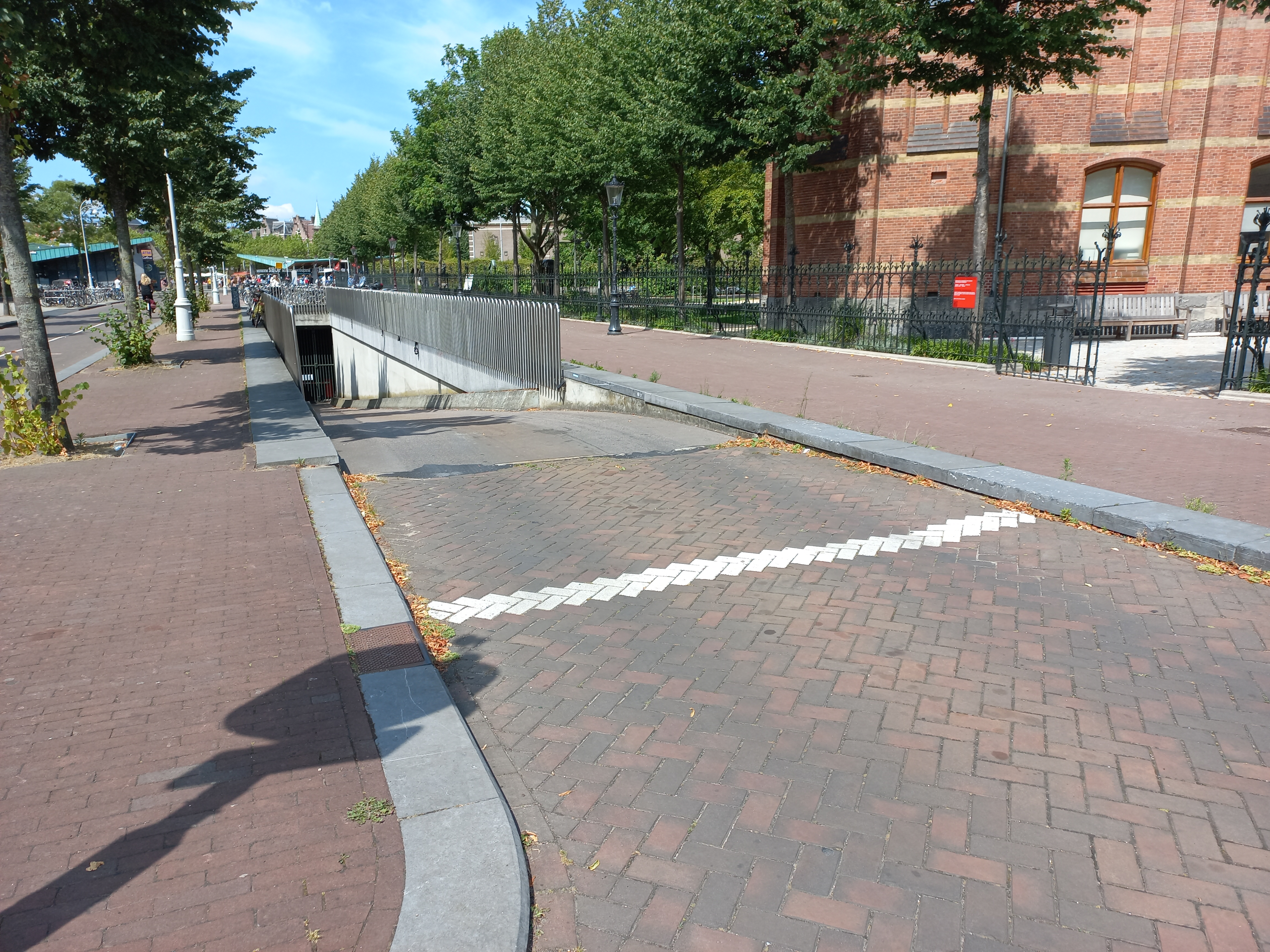
Ingang Hobbemastraat Parkeergarage Museumplein, rechts Rijksmuseum (juli 2022)

Parkeergarage Museumplein is een ondergronds bouwwerk uit 1999 aan de Van Baerlestraat onder het Museumplein in Amsterdam. Het bevat een parkeergarage voor personenauto's, een voor touringcars, een supermarkt en een museumdepot.

## Aanleiding bouw
Albert Heijn was al jaren op zoek naar een locatie rond het Museumplein om een groot filiaal te kunnen huisvesten. De Gemeente Amsterdam wenste meer ruimte om personenauto's te laten parkeren op of rond het Museumplein. Ook wilde men af van de touringcars die zich overal rond het plein ophielden, wachtend op hun passagiers. Daarnaast zocht het Rijksmuseum naar laad- en losgelegenheid en extra depot voor opslag van objecten.

## Bouwkundige aspecten

### Parkeergarage en supermarkt
De parkeergarage bestaat uit twee parkeerlagen van 25.000 m² met 600 parkeerplaatsen, omkaderd door een stalen damwand. Op het eerste onderaardse niveau bevindt zich ook de supermarkt, met een oppervlakte van 2000 m². De maten van de parkeergarage zijn ongeveer 150 meter bij 80 meter.
Om het hoogteverschil te overbruggen tussen supermarkt en parkeergarage, dat ontstaat door de hogere verdiepingen van de supermarkt (800 mm hoger), zijn tussen beide hellingbanen aangelegd.
Voorgespannen kanaalplaten zijn toegepast in de overspanningrichting. Zij zijn afgestort met een druklaag, en uitgevoerd als statisch onbepaalde liggers. De kanaalplaten zijn op geprefabriceerde kolommen opgelegd.
De permanente stalen damwand die het complex omringt is verankerd met groutankers. Na de voltooiing van het bouwwerk wordt de damwand daarnaast ook door de vloeren op niveau 0 en niveau −1 gesteund.
Omdat het onderste niveau, −2, een hoogteverschil bevat, waren er extra ingrepen nodig om dit niveau stabiel te maken. Uiteindelijk is hier gebruikgemaakt van verschillende soorten ontlastbronnen. Daarnaast is in het verdiepte gedeelte (onder de supermarkt) dat op een diepte van NAP −6,70 meter ligt, een betonvloer van 300 mm dikte aangebracht.

### Busparkeergarage
De busgarage is ontworpen als een langgerekte, gebogen vorm van 90 meter lang en 26 meter breed met 25 busparkeerplaatsen. Om overlast te voorkomen bij de bouw is hier gebruikgemaakt van de wanden-dakmethode. Nadat de wanden ingeheid zijn, is het dak gestort, bestaande uit voorgespannen beton met een dikte van 900 mm. Ook hier heeft de damwand een tweevoudige functie: verticale wand en afdracht van de verticale belastingen naar de tweede zandlaag, fundering. De damwanden zijn echter van zichzelf niet sterk genoeg, daarom zijn er onder de vier damwanden extra boxpiles geplaatst.

### Depot Rijksmuseum
De depotuitbreiding van het Rijksmuseum heeft een lengte van 70 meter en een breedte van 20 meter. Omdat het straatniveau aan de kant van het Rijksmuseum hoog genoeg was, zijn er aan die kant deels twee lagen geconstrueerd. Hoewel hier ook eerst uitgegaan was van de wanden-dakmethode, is om kosten- en uitvoeringstechnische redenen toch gekozen voor een open bouwput met gestempelde damwanden. Vanuit de busgarage kunnen vrachtwagens bij het Rijksmuseum laden en lossen..